# Overhalla
Overhalla este o comună din provincia Nord-Trøndelag, Norvegia.